# Jacqueline Pearce
Jacqueline Pearce (ur. 20 grudnia 1943 w Woking, zm. 3 września 2018 w Lancashire) – brytyjska aktorka filmowa i telewizyjna. Grała w filmach grozy jak i komediach, była najbardziej znana jako czarny charakter Servalana w brytyjskim serialu science-fiction Blake’s 7.

## Życiorys

### Wczesne życie
Pearce urodziła się w Woking, Surrey, w 1943 roku. Jej matka opuściła rodzinę, gdy miała 16 miesięcy i dorastała pomiędzy ojcem a rodziną zastępczą. Uczęszczała do Marist Convent School dla kobiet w West Byfleet. Szkoliła się w brytyjskiej szkole teatralnej RADA oraz w szkole Lee Strasberga.

### Kariera
Pearce zagrała w horrorach: Młot, Plaga zombie i Gad, które były kręcone jednocześnie w tym samym miejscu i zostały wydane w 1966 roku. Inne role filmowe to Sky West, Krzywy (1965), Nie przestawaj głowy (1966), Nie podnoś mostu, Opuść rzekę (1968), Biały psot (1987), Jak się dostać w reklamie (1989) i Princess Caraboo (1994).

### Występy telewizyjne
Oprócz pojawienia się w programach dla dzieci BBC Dark Season (obok Kate Winslet) i Moondial, Pearce pojawił się w serialu Doktor Who The Two Doctors jako Chessene, krwiożerczy kosmita. Ponadto wystąpiła w The Fearmonger jako Sherilyn Harper, dramat audio autorstwa Big Finish Productions, oraz jako Admirał Mettna w webcastowej historii Death Comes to Time.
Najbardziej znana jest z roli Servalana w brytyjskim serialu science-fiction Blake’s 7  (1978-1981). Postać została napisana na jeden odcinek, ale została rozszerzona do regularnej roli w ciągu czterech serii ze względu na popularność Pearce.
Pearce występował gościnnie w serialach telewizyjnych takich jak Danger Man, Avengers, Człowiek w walizce, Public Eye, Callan, Dead of Night, Oddział specjalny, Pułapka na szpiega i Kroniki młodego Indiana Jonesa.

### Śmierć
U Pearce zdiagnozowano raka płuc w sierpniu 2018 roku. Zmarła 3 września 2018 w swoim domu w Lancashire.